# 非欧几里得几何

三种几何中垂直于同一线段的两条直线的图象
左：罗氏几何（双曲几何）
中：欧几里得几何
右：黎曼几何（椭圆几何）

非欧几里得几何，简称非欧几何，是多个几何形式系统的统称，与欧几里得几何的差别在于第五公设。

## 几何原本第五公设
古希腊数学家欧几里得的《几何原本》提出了五条公设：
1. 从一點向另一點可以引一条直线。
2. 任意线段能无限延伸成一条直线。
3. 给定任意线段，能以其一个端点作为圆心，该线段作为半径作一个圆。
4. 所有直角都相等。
5. 如果一條線段與兩條直線相交，在某一側的內角和小於兩直角和，那麼這兩條直線在不斷延伸後，會在內角和小於兩直角和的一側相交。

长期以来，数学家们发现第五公设與前四个公设相比，有關其的文字描述显得較为冗长，且不那么直觀和显而易见。歷史上，這條公設並未立即引起爭議，直至19世紀，當數學家開始質疑幾何學的基礎時，第五公設這才成為了備受關注的焦點。此外，有些数学家注意到了欧几里得在其的《几何原本》一书中，第五公設直至第29个命题才被使用，並且此后没有再次引用。換而言之，在《几何原本》中人們能夠不依靠第五公设而推出前28个命题。因此，一些数学家提出了例如，第五公设能否不作为公设，而作为定理？以及，能否依靠前四个公设来证明第五公设？等的問題，而这就是几何发展史上最著名的，争论了长达两千多年的关于“平行线理论”的讨论。由于证明第五公设的這些问题始终得不到解决，人们逐渐對以证明作為方法的正確性產生了懷疑——第五公设到底能否由证明所得？這些討論對幾何學的發展造成了深遠的影響，並促使數學家重新思考幾何學的根本原理和證明的合理性。

## 罗巴切夫斯基几何
1820年代，俄国喀山大学教授罗巴切夫斯基在证明第五公设的过程中，使用了另類的方式，他提出了一个和欧氏平行公設相矛盾的命题，用它来代替第五公设，然后与欧氏几何的前四个公设结合成一个公理系统，展开一系列的推理。他认为如果这个系统在基础的推理中出现矛盾，就等于证明了第五公设。此即数学中的反证法。但是，在他极为细致深入的推理过程中，得出了一个又一个在直觉上匪夷所思，但在逻辑上毫无矛盾的命题。最后，罗巴切夫斯基得出两个重要的结论：
1. 第五公设不能被证明。
2. 在新的公理体系中展开的一连串推理，得到了一系列在逻辑上无矛盾的新的定理，并形成了新的理论。这个理论像欧氏几何一样是完善的、严密的几何学。

这种几何学被称为罗巴切夫斯基几何，简称罗氏几何。这是第一个被提出的非欧几何学。从罗氏几何学中，可以得出一个极为重要的、具有普遍意义的结论：逻辑上不矛盾的一些公理都有可能提供一种几何学。

## 鲍耶氏和高斯的贡献
几乎在罗巴切夫斯基创立非欧几何学的同时，匈牙利数学家鲍耶·雅诺什也发现了第五公设不可证明和非欧几何学的存在。鲍耶在研究非欧几何学的过程中也遭到了家庭、社会的冷漠对待。他的父亲——数学家鲍耶·法尔卡什认为研究第五公设是耗费精力劳而无功的蠢事，劝他放弃这种研究。但鲍耶·雅诺什坚持为发展新的几何学而辛勤工作。终于在1832年，在他的父亲的一本著作裡，以附录的形式发表了研究结果。
高斯也发现第五公设不能证明，并且研究了非欧几何。但是高斯害怕这种理论会遭到当时教会力量的打击和迫害，不敢公开发表自己的研究成果，只是在书信中向自己的朋友表示了自己的看法，也不敢站出来公开支持罗巴切夫斯基、鲍耶他们的新理论。

## 非欧几何分类

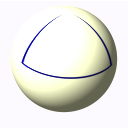
球面三角形

依據几何不变量（曲率），现存的非欧几何的类型可以概括如下：
- 坚持第五公设，引出欧几里得几何。
- 以“可以引最少两条平行线”为新公设，引出罗氏几何（双曲几何）。
- 以“一条平行线也不能引”为新公设，引出黎曼几何（椭圆几何）。

这三种几何学，都是常曲率空间中的几何学，分别对应曲率为0、负常数和正常数的情况。
如果完全去掉第五公设，就得到更加一般化的绝对几何。这种几何不仅可以囊括前面提到的三种几何，而且允许空间的不同位置有不同的曲率。黎曼几何是描述任意维数任意弯曲的绝对几何空间的一种微分几何学。
一般来讲，非欧几何有广义、狭义、通常意义三个不同含义：
- 广义的非欧几何：泛指一切和欧几里得几何不同的几何学。
- 狭义的非欧几何：仅指罗氏几何或黎曼几何。
- 通常意义的非欧几何：指罗氏几何和黎曼几何二者。